# Federació Nacional d'Estudiants de Jammu i Caixmir
Federació Nacional d'Estudiants de Jammu i Caixmir és una organització política de Caixmir que actua a Jammu i Caixmir i a Azad Kashmir. A Azad Kashmir forma part de la Kashmir National Alliance. Està lligada al Front d'Alliberament de Jammu i Caixmir.
Es va fundar el 1966.